# Lipman Halpern
Lipman Halpern (hebr. ליפמן היילפרין, ur. 10 grudnia 1902 w Białymstoku, zm. 26 września 1968 w Jerozolimie) – niemiecko-izraelski lekarz neurolog, neuropatolog, psychiatra, działacz syjonistyczny. Brat historyka Israela Halperna (1910–1971).

## Życiorys
Studiował medycynę na Uniwersytecie w Królewcu, studia ukończył w 1928 roku. Następnie był asystentem w Klinice Psychiatrycznej w Królewcu, później w Klinice Psychiatrycznej w Berlinie i Instytucie Badań Mózgu w Zurychu. W 1934 roku wyemigrował do Palestyny. Jeden z założycieli szpitala Hadassah w Jerozolimie. W 1936 roku przeprowadził census psychicznie chorych Żydów w Palestynie. Był dyrektorem Szkoły Medycznej Hebrajskiego Uniwersytetu Hadassah w Jerozolimie. Był pierwszym laureatem Nagrody Izraela w dziedzinie medycyny w 1953 roku.
Jego córką jest lekarka Rachel Halpern-Feinsod.

## Dorobek naukowy
Halpern był autorem wielu prac w języku hebrajskim, angielskim, niemieckim i francuskim. Zajmował się m.in. chorobą Wilsona, stwardnieniem rozsianym i paraliżem postępującym, a także klasyfikacją padaczek. W 1945 roku wprowadził do medycyny termin makrostereoagnozji.

## Prace
- Some Data of the Psychic Morbidity of Jews and Arabs in Palestine. American Journal of Psychiatry 94, 1215 (1938)
- Frontalhirnsyndrome. Tatsachen und Erkenntnisse zur Pathologie und Biologie des Stirnhirn[7]. (1939)
- Electroencephalographic Changes in Atabrine Psychosis[8].  1959
- Observations on Sensory Aphasia and its Restitution in a Hebrew Polyglot[9]. 1950